# 185e division d'infanterie
La 185e division d'infanterie  est une unité de l'armée allemande, créée en 1915 qui participe à la Première Guerre mondiale. La division occupe durant l'été 1915 un secteur du front en Alsace avant d'être transférée en Champagne. En 1916, elle est engagée à trois reprises dans la bataille de la Somme en juillet, septembre et novembre. En 1917, la division est engagée vers Arras et vers Lens, puis participe aux derniers combats dans la région d'Ypres avant d'être engagée dans la bataille de Cambrai en novembre.
En 1918, la 185e division fait des divisions engagées dans l'offensive Michael, elle occupe ensuite un secteur du front nouvellement formé. Au cours de l'automne, la division renforce la ligne de front vers Saint-Quentin et subit de lourdes pertes, elle est ensuite employée en Belgique dans des combats défensifs devant la pression des troupes alliées. À la fin de la guerre, la division est rapatriée en Allemagne et dissoute l'année suivante.

## Dénomination
- mai 1915 : 185e brigade d'infanterie
- juin 1916 : 185e division d'infanterie

## Première Guerre mondiale

### Composition

#### 1916
- 185e brigade d'infanterie

185e régiment d'infanterie
186e régiment d'infanterie
190e régiment d'infanterie
- 185e régiment d'artillerie de campagne
- 185e bataillon de pionniers

#### 1917
- 29e brigade d'infanterie

28e régiment d'infanterie de réserve
65e régiment d'infanterie
161e régiment d'infanterie
- 3e escadron du 5e régiment de chasseurs à cheval
- 185e commandement divisionnaire d'artillerie

185e régiment d'artillerie de campagne (9 batteries)
- 185e bataillon de pionniers

#### 1918
- 29e brigade d'infanterie

28e régiment d'infanterie de réserve
65e régiment d'infanterie
161e régiment d'infanterie
- 3e escadron du 5e régiment de chasseurs à cheval
- 185e commandement divisionnaire d'artillerie

185e régiment d'artillerie de campagne (9 batteries)
2e bataillon du 24e régiment d'artillerie à pied de réserve
- 185e bataillon de pionniers

### Historique

#### 1915
- juin : mouvement vers le front et occupation d'un secteur dans la région d'Hébuterne.
- juillet - 20 septembre : à la fin du mois de juillet, la brigade est transportée par V.F. de Douai en Alsace, repos dans la région de Mulhouse. Mouvement vers le front et occupation d'un secteur du front entre la frontière suisse et Altkirch.
- 20 septembre 1915 - 19 juin 1916 : retrait du front, transport par V.F. en Champagne, occupation d'un secteur ouest de la route entre Souain et Sommepy durant le mois d'octobre ; puis occupation d'un secteur vers Tahure[1].

#### 1916
- 20 juin - 1er juillet : retrait du front, mise au repos.
- 2 - 18 juillet : engagée dans la bataille de la Somme, combats au nord-est de Fricourt, vers Thiepval, Contalmaison et Bazentin. La division subit des pertes importantes.
- 19 juillet - 7 août : retrait du front, repos dans la région de Saint-Quentin, Vermand et Le Cateau. Réorganisation de la division, les régiments d'infanterie sont remplacés par les 65e et 161e régiment d'infanterie en provenance de la 15e division et par 28e régiment d'infanterie de réserve en provenance de la 16e division de réserve[1].
- 7 août - 7 septembre : mouvement vers le front, occupation d'un secteur du front dans la région ouest de Soissons entre l'Oise et Autrêches au lieu-dit Chevillecourt.
- 7 septembre - 15 octobre : à nouveau engagée dans la bataille de la Somme vers Guinchy et Combles.
- 15 octobre - 3 novembre : retrait du front, repos dans la région de Soissons.
- 4 novembre - 9 décembre : mouvement vers le front, engagée une troisième fois dans la bataille de la Somme dans le secteur de Saillisel. Puis à partir du 26 novembre, organisation du terrain occupé.
- 9 décembre 1916 - 3 janvier 1917 : retrait du front, mouvement dans la région d'Alost en Belgique ; repos.

#### 1917
- janvier : mouvement vers le front, occupation d'un secteur au sud du bois Grenier dans la région de Lille.
- février - 15 avril : occupation d'un secteur dans la région d'Ypres vers Wieltje.
- 16 avril - 20 mai : mouvement dans le secteur d'Arras, engagée dans la bataille d'Arras au nord de la Scarpe avec des pertes importantes.
- 20 mai - 21 septembre : mouvement de rocade, occupation d'un secteur vers Hulluch et Vermelles[2].

15 - 25 août : engagée dans la bataille de la cote 70.
- 21 septembre - 28 octobre : retrait du front, repos dans la région de Carvin.
- 28 octobre - 20 novembre : mouvement en Belgique, engagée dans les derniers combats de la bataille de Passchendaele à l'ouest de la forêt de Houthulst.
- 21 novembre 1917 - 10 janvier 1918 : retrait du front, mouvement par V.F. en Artois. Engagée à partir du 30 novembre dans les contre-attaques allemandes de la bataille de Cambrai, puis à partir du 7 décembre occupation et organisation des positions conquises autour de Gonnelieu.

#### 1918
- 11 janvier - 15 février : relevée par la 9e division de réserve[2], retrait du front ; repos et instruction dans la région de Solesmes.
- 15 février - 28 mars : relève la 24e division d'infanterie[2] dans le secteur de Monchy-le-Preux.
- 28 mars - 27 avril : engagée dans l'offensive Michael, le 28 mars attaque repoussée par des tirs en enfilades de mitrailleuses entraînant des pertes très lourdes.
- 27 avril - 13 mai : retrait du front, repos.
- 13 mai - 2 août : relève la 26e division de réserve[2], occupation d'un secteur du front dans la région de Mercatel.
- 2 - 18 août : relevée par la 39e division d'infanterie[2] ; retrait du front, repos.
- 18 août - 5 septembre : mouvement vers le front, en renfort dans le secteur d'Herleville.
- 5 - 18 septembre : retrait du front, repos.
- 18 septembre - 1er octobre : mouvement vers le front, renforcement du secteur vers Villeret au nord-est de Saint-Quentin[n 1].
- 1er - 8 octobre : retrait du front, repos.
- 8 - 25 octobre : mouvement vers le front, occupation d'un secteur vers Ligny-en-Cambrésis.
- 25 octobre - 11 novembre : retrait du front, mouvement vers la Belgique. À partir du 8 novembre, relève de la 6e division d'infanterie dans la région de Mons[2]. Après la fin du conflit, la division est transférée en Allemagne où elle est dissoute au cours de l'année 1919.

## Chefs de corps
| Grade                        | Nom                   | Date                            |
| ---------------------------- | --------------------- | ------------------------------- |
| Generalmajor/Generalleutnant | Paul von Uthmann (de) | 5 juin 1916 - 1er février 1918  |
| Generalmajor                 | Rudolf von Horn (de)  | 3 février 1918 - 9 janvier 1919 |